# Deutsche Fußballmeisterschaft der A-Junioren 2002/03
Die deutsche Fußballmeisterschaft der A-Junioren 2002/03 gewann der VfB Stuttgart. Im Endspiel in der Leverkusener BayArena siegte der VfB Stuttgart am 6. Juli 2003 mit 5:2 gegen Bayer 04 Leverkusen.

## Teilnehmende Mannschaften
An der Endrunde zur deutschen A-Jugendmeisterschaft nahmen folgende Mannschaften teil:
- VfL Wolfsburg (Meister Regionalliga Nord)
- Hannover 96 (Vize-Meister Regionalliga Nord)
- Hansa Rostock (Meister Regionalliga Nordost)
- VfL Bochum (Meister Regionalliga West)
- Bayer 04 Leverkusen (Vize-Meister Regionalliga West)
- 1. FC Kaiserslautern (Meister Regionalliga Südwest)
- TSV 1860 München (Meister Regionalliga Süd)
- VfB Stuttgart (Vize-Meister Regionalliga Süd)

## Viertelfinale
| Datum          |                     | Gesamt          |                      | Hinspiel | Rückspiel |
| -------------- | ------------------- | --------------- | -------------------- | -------- | --------- |
| 15./19.06.2003 | Hansa Rostock       | 3:6             | VfB Stuttgart        | 2:3      | 1:3       |
| 15./19.06.2003 | VfL Bochum          | 6:4             | 1. FC Kaiserslautern | 1:1      | 5:3       |
| 15./18.06.2003 | TSV 1860 München    | 2:2 (5:3 i. E.) | Hannover 96          | 1:0      | 1:2       |
| 15./18.06.2003 | Bayer 04 Leverkusen | 5:4             | VfL Wolfsburg        | 5:2      | 0:2       |

## Halbfinale
| Datum          |                  | Gesamt          |                     | Hinspiel | Rückspiel |
| -------------- | ---------------- | --------------- | ------------------- | -------- | --------- |
| 22./29.06.2003 | VfB Stuttgart    | 6:6 (5:4 i. E.) | VfL Bochum          | 4:2      | 2:4       |
| 22./29.06.2003 | TSV 1860 München | 3:7             | Bayer 04 Leverkusen | 2:1      | 1:6       |

## Finale
| Bayer 04 Leverkusen                                         | Bayer 04 Leverkusen | VfB Stuttgart | VfB Stuttgart |
| ----------------------------------------------------------- | --- | --- | ------------- |
| Bayer 04 Leverkusen                                         | \| Sonntag, 6. Juli 2003 um 11:00 Uhr in Leverkusen (BayArena) \| \| Ergebnis: 2:5 (1:1) \| \| Zuschauer: 12.000 \| \| Schiedsrichter: Nicht bekannt \| | \| Sonntag, 6. Juli 2003 um 11:00 Uhr in Leverkusen (BayArena) \| \| Ergebnis: 2:5 (1:1) \| \| Zuschauer: 12.000 \| \| Schiedsrichter: Nicht bekannt \|                                                                                    | VfB Stuttgart |
| Bayer 04 Leverkusen                                         | René Adler – Giovanni Cannata (79. Pascal Olivier), Jan-Ingwer Callsen-Bracker, Fabian Hergesell, Sven Schaffrath – Cataldo Cozza, Christoph Wolff, Sezer Öztürk (65. Christian Beckers) – Timo Röttger, Kenan Şahin, David Müller Cheftrainer: Frank Schaefer | Malte Bonertz – Hakan Aslantas, Marco Caligiuri, Raphael Schaschko, Matthias Franz – Stefan Jarosch, Christian Gentner, Giuseppe Ricciardi, Juri Mamajev (Christian Walter) – Gerrit Müller, Mario Gómez Cheftrainer: Hans-Martin Kleitsch | VfB Stuttgart |
| Bayer 04 Leverkusen                                         | 1:0 Wolff (41.) 2:2 D. Müller (57., Foulelfmeter) | 1:1 G. Müller (44.) 1:2 Caligiuri (50.) 2:3 G. Müller (76.) 2:4 Gomez (86.) 2:5 Jarosch (90.) | VfB Stuttgart |
| Sonntag, 6. Juli 2003 um 11:00 Uhr in Leverkusen (BayArena) | | |               |
| Ergebnis: 2:5 (1:1)                                         | | |               |
| Zuschauer: 12.000                                           | | |               |
| Schiedsrichter: Nicht bekannt                               | | |               |